# Список банков, лишённых лицензии в 1999 году (Россия)

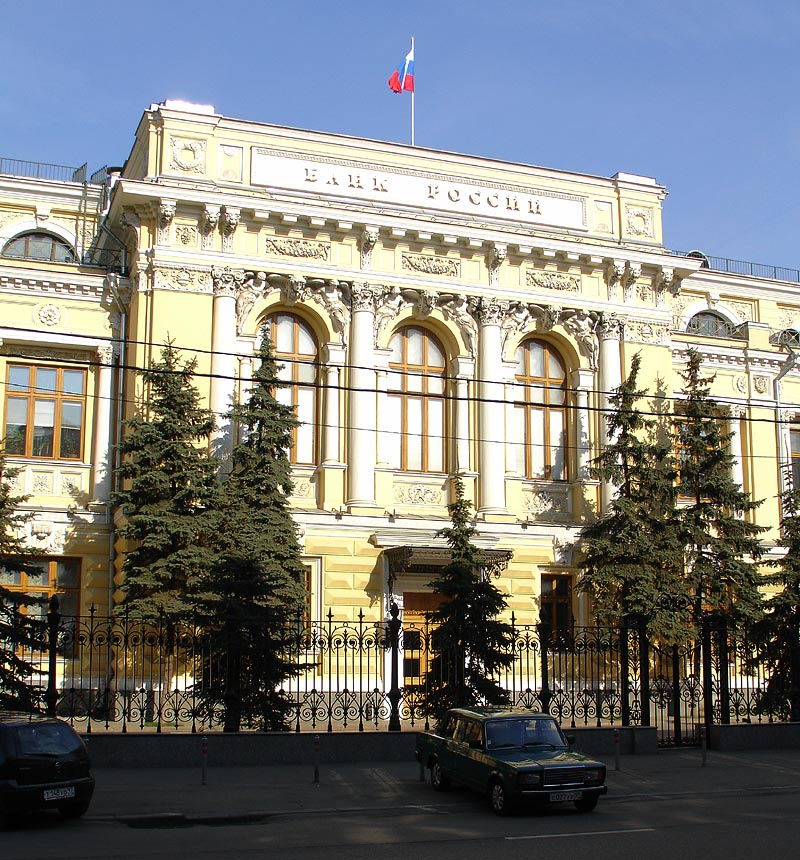
Здание Центрального Банка России на Неглинной

В список включены все кредитные организации России, у которых в 1999 году была отозвана или аннулирована лицензия на осуществление банковской деятельности.
В 1999 году Центральным Банком России были отозваны 123 лицензии у кредитных организаций, также у 18 кредитных организаций лицензии были аннулированы. Больше всего кредитных организаций лишились лицензий в марте, в этом месяце были отозваны лицензии у 21 организаций и у трёх банков лицензии были аннулированы. Меньше всего в январе и августе — в эти месяцы лицензий лишились по 4 кредитных организации.
Основной причиной для отзыва лицензий у банков в 1999 году стало нарушение банковского законодательства. Кроме того, среди наиболее распространённых причин отзыва лицензии можно отметить проблемы с отчётностью, неспособность удовлетворения требований кредиторов и исполнения обязанностей по уплате обязательных платежей, а также невыполнение работ по подготовке компьютерных систем к бесперебойной работе в 2000 году.

## Легенда
Список разбит на четыре раздела по кварталам 1999 года. Внутри разделов организации отсортированы по месяцам, внутри месяца по датам закрытия, внутри одной даты по номеру документа об отзыве или аннулировании лицензии.
| Таблица: - Дата — дата отзыва/аннулирования лицензии. - Приказ — номер приказа или иного документа об отзыве/аннулировании лицензии. - Регион — населённый пункт или регион регистрации банка. - Причина — основные причины отзыва или аннулирования лицензии организации. Выделение строк: - — выделение светло-зелёным цветом означает, что лицензия организации была аннулирована. - — выделение светло-жёлтым цветом означает, что лицензия организации была отозвана. | Сокращения: - АБ — акционерный банк. - АКБ — акционерный коммерческий банк. - АО — акционерное общество. - ЗАО — закрытое акционерное общество. - ИБ — инвестиционный банк. - ИКБ — инвестиционно-коммерческий банк. - КБ — коммерческий банк. - МАБ — межрегиональный акционерный банк. - НКО — небанковская кредитная организация. - ОАО — открытое акционерное общество. - ООО — общество с ограниченной ответственностью. - ТОО — товарищество с ограниченной ответственностью. - УАКБ — универсальный акционерный коммерческий банк. - УКБ — универсальный коммерческий банк. |

## 1 квартал
В разделе приведены все кредитные организации, у которых в 1-м квартале 1999 года была отозвана или аннулирована лицензия.
| Наименование | Основ. | Лиц. | Дата       | Приказ | Регион          | Причина | Прим.         |
| --- | ------ | ---- | ---------- | ------ | --------------- | --- | ------------- |
| Январь |        |      |            |        |                 | |               |
| ООО КБ «Мирод-Банк» | 1994   | 2886 | 13.01.1999 | ОД-6   | Москва          | Неисполнение федеральных законов, регулирующих банковскую деятельность. Неисполнение нормативных актов Банка России. | [ 3 ] [ 4 ]   |
| ТОО «Саратовский Банк Поддержки Предпринимательства» («СБПП»)                                                             | 1994   | 3079 | 22.01.1999 | ОД-14  | Саратов         | Неисполнение федеральных законов, регулирующих банковскую деятельность. Неисполнение нормативных актов Банка России. | [ 5 ] [ 6 ]   |
| ОАО АКБ «Петербургский Нефтяной Банк» («ПНБ»)                                                                             | 1993   | 2391 | 22.01.1999 | ОД-15  | Санкт-Петербург | Неисполнение федеральных законов, регулирующих банковскую деятельность. Неисполнение нормативных актов Банка России. Недостоверность отчётности. Неспособность удовлетворить требования кредиторов по денежным обязательствам и исполнить обязанность по уплате обязательных платежей.                     | [ 7 ] [ 8 ]   |
| ЗАО «Татарский Объединенный Экспортный Импортный Банк» («ТатОНЭКСИМ Банк»)                                                | 1992   | 2040 | 22.01.1999 | ОД-16  | Казань          | Неисполнение федеральных законов, регулирующих банковскую деятельность. Неисполнение нормативных актов Банка России. Неспособность удовлетворить требования кредиторов по денежным обязательствам и исполнить обязанность по уплате обязательных платежей.                                                 | [ 9 ] [ 10 ]  |
| Февраль |        |      |            |        |                 | |               |
| ЗАО «Удмуртский универсальный коммерческий банк» («Удмуртникомбанк»)                                                      | 1994   | 3043 | 01.02.1999 | ОД-28  | Ижевск          | Присоединён к Уральскому Трастовому Банку. | [ 11 ] [ 12 ] |
| ОАО Ярославский акционерный кредитно-инвестиционный коммерческий банк «Воскресение»                                       | 1994   | 2892 | 03.02.1999 | ОД-31  | Ярославль       | Неисполнение федеральных законов, регулирующих банковскую деятельность. Неисполнение нормативных актов Банка России. Недостоверность отчётности. Неспособность удовлетворить требования кредиторов по денежным обязательствам и исполнить обязанность по уплате обязательных платежей.                     | [ 13 ] [ 14 ] |
| ОАО ИБ «Восток-Запад» («ИБВЗ»)                                                                                            | 1992   | 1930 | 06.02.1999 | ОД-35  | Москва          | Неисполнение федеральных законов, регулирующих банковскую деятельность. Неисполнение нормативных актов Банка России. Задержка представления ежемесячной отчётности. Неспособность удовлетворить требования кредиторов по денежным обязательствам и исполнить обязанность по уплате обязательных платежей.  | [ 15 ] [ 16 ] |
| ОАО «Кубанский Казачий Банк» («Кубказбанк»)                                                                               | 1993   | 2405 | 06.02.1999 | ОД-38  | Краснодар       | Неисполнение федеральных законов, регулирующих банковскую деятельность. Неисполнение нормативных актов Банка России. Неспособность удовлетворить требования кредиторов по денежным обязательствам и исполнить обязанность по уплате обязательных платежей.                                                 | [ 17 ] [ 18 ] |
| ОАО АКБ «Сибирский Банк»                                                                                                  | 1990   | 1061 | 06.02.1999 | ОД-39  | Новосибирск     | Неисполнение федеральных законов, регулирующих банковскую деятельность. Неисполнение нормативных актов Банка России. Недостоверность отчётности. Неспособность удовлетворить требования кредиторов по денежным обязательствам и исполнить обязанность по уплате обязательных платежей.                     | [ 19 ] [ 20 ] |
| ООО КБ «Стакбанк» | 1990   | 939  | 06.02.1999 | ОД-40  | Старица         | Неисполнение федеральных законов, регулирующих банковскую деятельность. Неисполнение нормативных актов Банка России. | [ 21 ] [ 22 ] |
| ООО КБ «Сияжар» | 1991   | 1624 | 11.02.1999 | ОД-46  | Саранск         | Присоединён к АКБ «Мордовпромстройбанк». | [ 23 ] [ 24 ] |
| КБ «Интербанк» | 1990   | 724  | 16.02.1999 | ОД-49  | Москва          | Неисполнение федеральных законов, регулирующих банковскую деятельность. Неисполнение нормативных актов Банка России. Неспособность удовлетворить требования кредиторов по денежным обязательствам и исполнить обязанность по уплате обязательных платежей.                                                 | [ 25 ] [ 26 ] |
| ТОО «Западно-Сибирский Банк Развития»                                                                                     | 1993   | 2414 | 16.02.1999 | ОД-50  | Ханты-Мансийск  | Неисполнение федеральных законов, регулирующих банковскую деятельность. Неисполнение нормативных актов Банка России. Задержка предоставления ежемесячной отчётности. | [ 27 ] [ 28 ] |
| ЗАО АКБ «Карачаевск-Прогресс»                                                                                             | 1992   | 1806 | 16.02.1999 | ОД-51  | Карачаевск      | Неисполнение федеральных законов, регулирующих банковскую деятельность. Неисполнение нормативных актов Банка России. Неспособность удовлетворить требования кредиторов и исполнить обязанность по уплате обязательных платежей.                                                                            | [ 29 ] [ 30 ] |
| ТОО КБ «Караван» | 1993   | 2623 | 16.02.1999 | ОД-52  | Махачкала       | Неисполнение федеральных законов, регулирующих банковскую деятельность. Неисполнение нормативных актов Банка России. Недостоверность отчётности. Неспособность удовлетворить требования кредиторов и исполнить обязанность по уплате обязательных платежей.                                                | [ 31 ] [ 32 ] |
| Коммерческий кредит банк «Эрзи»                                                                                           | 1991   | 1571 | 16.02.1999 | ОД-53  | Назрань         | Неисполнение федеральных законов, регулирующих банковскую деятельность. Неисполнение нормативных актов Банка России. Неспособность удовлетворить требования кредиторов и исполнить обязанность по уплате обязательных платежей.                                                                            | [ 33 ] [ 34 ] |
| ТОО КБ «ИР» | 1990   | 1210 | 25.02.1999 | ОД-60  | Владикавказ     | Присоединены к АКБ «Банк Развития Региона». | [ 35 ] [ 36 ] |
| ЗАО Осетинский акционерный коммерческий (межрегиональный) банк «Осбанк»                                                   | 1992   | 2032 | 25.02.1999 | ОД-60  | Владикавказ     | Присоединены к АКБ «Банк Развития Региона». | [ 37 ] [ 38 ] |
| ЗАО Акционерный коммерческий банк с ограниченным кругом совершаемых операций «Ермоловский»                                | 1996   | 3289 | 25.02.1999 | ОД-60  | Владикавказ     | Присоединены к АКБ «Банк Развития Региона». | [ 39 ] [ 40 ] |
| КБ «Стройновация» | 1991   | 110  | 27.02.1999 | ОД-61  | Москва          | Неисполнение федеральных законов, регулирующих банковскую деятельность. Неисполнение нормативных актов Банка России. Задержка предоставления ежемесячной отчётности. Неспособность удовлетворить требования кредиторов по денежным обязательствам и исполнить обязанность по уплате обязательных платежей. | [ 41 ] [ 42 ] |
| ООО «Инновационный коммерческий транспортный банк» («Инкотрансбанк»)                                                      | 1990   | 1163 | 27.02.1999 | ОД-62  | Нижний Новгород | Неисполнение федеральных законов, регулирующих банковскую деятельность. Неисполнение нормативных актов Банка России. Неспособность удовлетворить требования кредиторов по денежным обязательствам и исполнить обязанность по уплате обязательных платежей.                                                 | [ 43 ] [ 44 ] |
| ООО КБ «Нива-Банк» | 1992   | 1699 | 27.02.1999 | ОД-63  | Сыктывкар       | Неисполнение федеральных законов, регулирующих банковскую деятельность. Неисполнение нормативных актов Банка России. Недостоверность отчётности. Неспособность удовлетворить требования кредиторов по денежным обязательствам и исполнить обязанность по уплате обязательных платежей.                     | [ 45 ] [ 46 ] |
| ООО КБ «Бек» | 1992   | 2022 | 27.02.1999 | ОД-64  | Малгобек        | Неисполнение федеральных законов, регулирующих банковскую деятельность. Неисполнение нормативных актов Банка России. Неспособность удовлетворить требования кредиторов по денежным обязательствам и исполнить обязанность по уплате обязательных платежей.                                                 | [ 47 ] [ 48 ] |
| Март |        |      |            |        |                 | |               |
| ОАО «Акционерный Восточно-Сибирский коммерческий банк» («Востсибкомбанк»)                                                 | 1990   | 1220 | 11.03.1999 | ОД-71  | Иркутск         | Неисполнение федеральных законов, регулирующих банковскую деятельность. Неисполнение нормативных актов Банка России. Недостоверность отчётности. Неспособность удовлетворить требования кредиторов по денежным обязательствам и исполнить обязанность по уплате обязательных платежей.                     | [ 49 ] [ 50 ] |
| ЗАО АКБ «Иркутскснаббанк» («ИСБ»)                                                                                         | 1993   | 2538 | 11.03.1999 | ОД-72  | Иркутск         | Неисполнение федеральных законов, регулирующих банковскую деятельность. Неисполнение нормативных актов Банка России. Неспособность удовлетворить требования кредиторов по денежным обязательствам и исполнить обязанность по уплате обязательных платежей.                                                 | [ 51 ] [ 52 ] |
| «Московский Коммерческий Земельный Банк»                                                                                  | 1991   | 1373 | 11.03.1999 | ОД-73  | Москва          | Неисполнение федеральных законов, регулирующих банковскую деятельность. Неисполнение нормативных актов Банка России. Задержка представления ежемесячной отчётности. Неспособность удовлетворить требования кредиторов по денежным обязательствам и исполнить обязанность по уплате обязательных платежей.  | [ 53 ] [ 54 ] |
| ОАО КБ «Легабанк» | 1994   | 2781 | 11.03.1999 | ОД-74  | Москва          | Неисполнение федеральных законов, регулирующих банковскую деятельность. Неисполнение нормативных актов Банка России. Задержка представления ежемесячной отчётности. | [ 55 ] [ 56 ] |
| ТОО КБ «Пример Банк» | 1994   | 3113 | 11.03.1999 | ОД-75  | Москва          | Неисполнение федеральных законов, регулирующих банковскую деятельность. Неисполнение нормативных актов Банка России. Задержка представления ежемесячной отчётности. | [ 57 ] [ 58 ] |
| ЗАО АКБ «Русланбанк» | 1994   | 2658 | 11.03.1999 | ОД-76  | Москва          | Неисполнение федеральных законов, регулирующих банковскую деятельность. Неисполнение нормативных актов Банка России. Задержка представления ежемесячной отчётности. | [ 59 ] [ 60 ] |
| ОАО АКБ «Уренгойбанк» | 1994   | 2725 | 11.03.1999 | ОД-77  | Москва          | Неисполнение федеральных законов, регулирующих банковскую деятельность. Неисполнение нормативных актов Банка России. Неспособность удовлетворить требования кредиторов по денежным обязательствам и исполнить обязанность по уплате обязательных платежей.                                                 | [ 61 ] [ 62 ] |
| ОАО АКБ «Авиабанк» | 1991   | 339  | 11.03.1999 | ОД-78  | Москва          | Неисполнение федеральных законов, регулирующих банковскую деятельность. Неисполнение нормативных актов Банка России. Неспособность удовлетворить требования кредиторов по денежным обязательствам и исполнить обязанность по уплате обязательных платежей.                                                 | [ 63 ] [ 64 ] |
| ОАО АКБ «Бис-Кредит» | 1993   | 2566 | 11.03.1999 | ОД-79  | Пермь           | Неисполнение федеральных законов, регулирующих банковскую деятельность. Неисполнение нормативных актов Банка России. Задержка представления ежемесячной отчётности. Неспособность удовлетворить требования кредиторов по денежным обязательствам и исполнить обязанность по уплате обязательных платежей.  | [ 65 ] [ 66 ] |
| ТОО ИКБ «Амурзолотобанк»                                                                                                  | 1994   | 2678 | 11.03.1999 | ОД-80  | Благовещенск    | Неисполнение федеральных законов, регулирующих банковскую деятельность. Неисполнение нормативных актов Банка России. Недостоверность отчётности. Неспособность удовлетворить требования кредиторов по денежным обязательствам и исполнить обязанность по уплате обязательных платежей.                     | [ 67 ] [ 68 ] |
| ТОО КБ «Ижмашбанк» | 1994   | 2882 | 11.03.1999 | ОД-81  | Ижевск          | Неисполнение федеральных законов, регулирующих банковскую деятельность. Неисполнение нормативных актов Банка России. Недостоверность отчётности. Неспособность удовлетворить требования кредиторов по денежным обязательствам и исполнить обязанность по уплате обязательных платежей.                     | [ 69 ] [ 70 ] |
| ТОО Инновационный коммерческий банк «Идель-Урал»                                                                          | 1992   | 2077 | 11.03.1999 | ОД-82  | Нижнекамск      | Неисполнение федеральных законов, регулирующих банковскую деятельность. Неисполнение нормативных актов Банка России. Неспособность удовлетворить требования кредиторов по денежным обязательствам и исполнить обязанность по уплате обязательных платежей.                                                 | [ 71 ] [ 72 ] |
| ТОО КБ «Поиск» | 1991   | 1686 | 11.03.1999 | ОД-83  | Невинномысск    | Решение участников банка о его добровольной ликвидации. | [ 73 ] [ 74 ] |
| ТОО КБ «Полисбанк» | 1994   | 2952 | 11.03.1999 | ОД-84  | Москва          | Неисполнение федеральных законов, регулирующих банковскую деятельность. Неисполнение нормативных актов Банка России. Задержка представления ежемесячной отчётности. | [ 75 ] [ 76 ] |
| ТОО КБ «Севкавнедра» | 1994   | 2675 | 23.03.1999 | ОД-97  | Ессентуки       | Решение участников банка о его добровольной ликвидации. | [ 77 ] [ 78 ] |
| ТОО КБ «Кооперативный» | 1994   | 3045 | 23.03.1999 | ОД-98  | Тула            | Неисполнение федеральных законов, регулирующих банковскую деятельность. Неисполнение нормативных актов Банка России. Недостоверность отчётности. | [ 79 ] [ 80 ] |
| ОАО «Международный банк развития топливно-энергетического комплекса» («ИнтерТЭКбанк»)                                     | 1994   | 2710 | 23.03.1999 | ОД-99  | Москва          | Неисполнение федеральных законов, регулирующих банковскую деятельность. Неисполнение нормативных актов Банка России. Неспособность удовлетворить требования кредиторов по денежным обязательствам и исполнить обязанность по уплате обязательных платежей.                                                 | [ 81 ] [ 82 ] |
| ОАО АКБ «Инзер» | 1992   | 2196 | 23.03.1999 | ОД-100 | Уфа             | Неисполнение федеральных законов, регулирующих банковскую деятельность. Неисполнение нормативных актов Банка России. Неспособность удовлетворить требования кредиторов по денежным обязательствам и исполнить обязанность по уплате обязательных платежей.                                                 | [ 83 ] [ 84 ] |
| ООО КБ «Виктория-Альфа»                                                                                                   | 1994   | 3114 | 23.03.1999 | ОД-101 | Махачкала       | Неисполнение федеральных законов, регулирующих банковскую деятельность. Неисполнение нормативных актов Банка России. Задержка предоставления отчётности. | [ 85 ] [ 86 ] |
| ОАО АБ «Средуралбанк» | 1992   | 130  | 23.03.1999 | ОД-102 | Екатеринбург    | Неисполнение федеральных законов, регулирующих банковскую деятельность. Неисполнение нормативных актов Банка России. Неспособность удовлетворить требования кредиторов по денежным обязательствам и исполнить обязанность по уплате обязательных платежей.                                                 | [ 87 ] [ 88 ] |
| ООО Коммерческий банк социально-экономического развития «Забота»                                                          | 1992   | 329  | 24.03.1999 | ОД-107 | Москва          | Неисполнение федеральных законов, регулирующих банковскую деятельность. Неисполнение нормативных актов Банка России. Неспособность удовлетворить требования кредиторов по денежным обязательствам. | [ 89 ] [ 90 ] |
| ООО КБ «Российский независимый общественный банк» («РОСНО-Банк»)                                                          | 1992   | 2177 | 24.03.1999 | ОД-108 | Москва          | Неисполнение федеральных законов, регулирующих банковскую деятельность. Неисполнение нормативных актов Банка России. Неспособность удовлетворить требования кредиторов по денежным обязательствам. | [ 91 ] [ 92 ] |
| ЗАО «Акционерный инновационный коммерческий банк развития промышленности строительных материалов России» («Росстромбанк») | 1991   | 171  | 24.03.1999 | ОД-109 | Москва          | Неисполнение федеральных законов, регулирующих банковскую деятельность. Неисполнение нормативных актов Банка России. Неспособность удовлетворить требования кредиторов по денежным обязательствам. | [ 93 ] [ 94 ] |
| ООО КБ «Элика» | 1992   | 1821 | 24.03.1999 | ОД-110 | Москва          | Присоединён к Коммерческому инвестиционно-промышленному банку «Тульский Промышленник». | [ 95 ] [ 96 ] |

## 2 квартал
В разделе приведены все кредитные организации, у которых во 2-м квартале 1999 года была отозвана или аннулирована лицензия.
| Наименование                                                                                | Основ. | Лиц. | Дата       | Приказ | Регион            | Причина | Прим.           |
| ------------------------------------------------------------------------------------------- | ------ | ---- | ---------- | ------ | ----------------- | --- | --------------- |
| Апрель                                                                                      |        |      |            |        |                   | |                 |
| ОАО Ленский акционерный коммерческо-инвестиционный банк «Лаки Банк»                         | 1994   | 3168 | 06.04.1999 | ОД-122 | Ленск             | Неисполнение федеральных законов, регулирующих банковскую деятельность. Неисполнение нормативных актов Банка России. | [ 97 ] [ 98 ]   |
| ОАО «Орбита»                                                                                | 1991   | 203  | 06.04.1999 | ОД-123 | Москва            | Неисполнение федеральных законов, регулирующих банковскую деятельность. Неисполнение нормативных актов Банка России. Недостоверность отчётности. Неспособность удовлетворить требования кредиторов по денежным обязательствам и исполнить обязанность по уплате обязательных платежей.         | [ 99 ] [ 100 ]  |
| ТОО КБ «Рифей»                                                                              | 1992   | 1854 | 06.04.1999 | ОД-124 | Екатеринбург      | Неисполнение федеральных законов, регулирующих банковскую деятельность. Неисполнение нормативных актов Банка России. Неспособность удовлетворить требования кредиторов по денежным обязательствам и исполнить обязанность по уплате обязательных платежей.                                     | [ 101 ] [ 102 ] |
| ЗАО АКБ «Агротехпромбанк»                                                                   | 1994   | 2785 | 09.04.1999 | ОД-131 | Москва            | Неисполнение федеральных законов, регулирующих банковскую деятельность. Неисполнение нормативных актов Банка России. Задержка предоставления отчётности. Неспособность удовлетворить требования кредиторов по денежным обязательствам и исполнить обязанность по уплате обязательных платежей. | [ 103 ] [ 104 ] |
| ОАО Акционерный коммерческий банк реконструкции и развития лёгкой промышленности «Текстиль» | 1990   | 510  | 09.04.1999 | ОД-132 | Иваново           | Неисполнение федеральных законов, регулирующих банковскую деятельность. Неисполнение нормативных актов Банка России. Неспособность удовлетворить требования кредиторов по денежным обязательствам и исполнить обязанность по уплате обязательных платежей.                                     | [ 105 ] [ 106 ] |
| ОАО АКБ «Экспресс-Банк»                                                                     | 1990   | 542  | 09.04.1999 | ОД-133 | Астрахань         | Неисполнение федеральных законов, регулирующих банковскую деятельность. Неисполнение нормативных актов Банка России. Недостоверность отчётности. Неспособность удовлетворить требования кредиторов по денежным обязательствам и исполнить обязанность по уплате обязательных платежей.         | [ 107 ] [ 108 ] |
| Коммерческий банк экономического развития «Коммерцэкономбанк»                               | 1990   | 723  | 09.04.1999 | ОД-137 | Москва            | Задержка начала деятельности организации более чем на один год с даты регистрации. Вынесение решения о ликвидации арбитражным судом. | [ 109 ] [ 110 ] |
| ООО КБ «Финрос. Финансовая Инициатива»                                                      | 1993   | 2567 | 20.04.1999 | ОД-144 | Москва            | Неисполнение федеральных законов, регулирующих банковскую деятельность. Неисполнение нормативных актов Банка России. Задержка предоставления отчётности. | [ 111 ] [ 112 ] |
| КБ «Московский Трастовый Банк»                                                              | 1992   | 2141 | 20.04.1999 | ОД-146 | Москва            | Неисполнение федеральных законов, регулирующих банковскую деятельность. Неисполнение нормативных актов Банка России. Задержка предоставления отчётности. Неспособность удовлетворить требования кредиторов по денежным обязательствам и исполнить обязанность по уплате обязательных платежей. | [ 113 ] [ 114 ] |
| ООО Международный коммерческий банк «Универсальные Инвестиции»                              | 1992   | 1775 | 20.04.1999 | ОД-147 | Москва            | Неисполнение федеральных законов, регулирующих банковскую деятельность. Неисполнение нормативных актов Банка России. Неспособность удовлетворить требования кредиторов по денежным обязательствам и исполнить обязанность по уплате обязательных платежей.                                     | [ 115 ] [ 116 ] |
| ООО КБ «Брико»                                                                              | 1992   | 1799 | 20.04.1999 | ОД-148 | Москва            | Неисполнение федеральных законов, регулирующих банковскую деятельность. Неисполнение нормативных актов Банка России. Неспособность удовлетворить требования кредиторов по денежным обязательствам и исполнить обязанность по уплате обязательных платежей.                                     | [ 117 ] [ 118 ] |
| Май                                                                                         |        |      |            |        |                   | |                 |
| ТОО «Красногвардейский Коммерческий Банк»                                                   | 1990   | 670  | 13.05.1999 | ОД-164 | Красногвардейское | Присоединён к ООО «Северный инвестиционный Банк экономического развития „Северинвестбанк“». | [ 119 ] [ 120 ] |
| ОАО АКБ «Краснодарбанк»                                                                     | 1990   | 526  | 18.05.1999 | ОД-170 | Краснодар         | Неисполнение федеральных законов, регулирующих банковскую деятельность. Неисполнение нормативных актов Банка России. Неспособность удовлетворить требования кредиторов по денежным обязательствам и исполнить обязанность по уплате обязательных платежей.                                     | [ 121 ] [ 122 ] |
| ОАО АКБ «Кургансоцбанк»                                                                     | 1990   | 872  | 18.05.1999 | ОД-171 | Курган            | Неисполнение федеральных законов, регулирующих банковскую деятельность. Неисполнение нормативных актов Банка России. Неспособность удовлетворить требования кредиторов по денежным обязательствам и исполнить обязанность по уплате обязательных платежей.                                     | [ 123 ] [ 124 ] |
| ТОО «Нижневартовский Коммерческий Инновационный Банк»                                       | 1991   | 358  | 18.05.1999 | ОД-172 | Сургут            | Неисполнение федеральных законов, регулирующих банковскую деятельность. Неисполнение нормативных актов Банка России. Неспособность удовлетворить требования кредиторов по денежным обязательствам и исполнить обязанность по уплате обязательных платежей.                                     | [ 125 ] [ 126 ] |
| ЗАО АКБ «Державный»                                                                         | 1993   | 2597 | 18.05.1999 | ОД-173 | Москва            | Неисполнение федеральных законов, регулирующих банковскую деятельность. Неисполнение нормативных актов Банка России. Задержка предоставления отчётности. | [ 127 ] [ 128 ] |
| КБ «Интербизнесбанк»                                                                        | 1991   | 1642 | 18.05.1999 | ОД-174 | Москва            | Неисполнение федеральных законов, регулирующих банковскую деятельность. Неисполнение нормативных актов Банка России. Задержка предоставления отчётности. | [ 129 ] [ 130 ] |
| ЗАО АКБ «Контакт»                                                                           | 1990   | 561  | 18.05.1999 | ОД-175 | Москва            | Неисполнение федеральных законов, регулирующих банковскую деятельность. Неисполнение нормативных актов Банка России. Неспособность удовлетворить требования кредиторов по денежным обязательствам и исполнить обязанность по уплате обязательных платежей.                                     | [ 131 ] [ 132 ] |
| ООО КБ «МВ»                                                                                 | 1995   | 3254 | 18.05.1999 | ОД-176 | Москва            | Неисполнение федеральных законов, регулирующих банковскую деятельность. Неисполнение нормативных актов Банка России. Задержка предоставления отчётности. | [ 133 ] [ 134 ] |
| КБ «Элком-Банк»                                                                             | 1990   | 1100 | 18.05.1999 | ОД-178 | Москва            | Неисполнение федеральных законов, регулирующих банковскую деятельность. Неисполнение нормативных актов Банка России. Недостоверность отчётности. Неспособность удовлетворить требования кредиторов по денежными обязательствам.                                                                | [ 135 ] [ 136 ] |
| ОАО АКБ «Юнибест»                                                                           | 1992   | 1735 | 18.05.1999 | ОД-179 | Москва            | Неисполнение федеральных законов, регулирующих банковскую деятельность. Неисполнение нормативных актов Банка России. Недостоверность отчётности. Неспособность удовлетворить требования кредиторов по денежным обязательствам и исполнить обязанность по уплате обязательных платежей.         | [ 137 ] [ 138 ] |
| ОАО Банк «Менатеп»                                                                          | 1992   | 41   | 18.05.1999 | ОД-180 | Москва            | Неисполнение федеральных законов, регулирующих банковскую деятельность. Неисполнение нормативных актов Банка России. Недостоверность отчётности. Неспособность удовлетворить требования кредиторов по денежным обязательствам и исполнить обязанность по уплате обязательных платежей.         | [ 139 ] [ 140 ] |
| ОАО УАКБ «Уникомбанк»                                                                       | 1991   | 1396 | 18.05.1999 | ОД-181 | Москва            | Неисполнение федеральных законов, регулирующих банковскую деятельность. Неисполнение нормативных актов Банка России. Недостоверность отчётности. Неспособность удовлетворить требования кредиторов по денежным обязательствам и исполнить обязанность по уплате обязательных платежей.         | [ 141 ] [ 142 ] |
| ТОО «Московский Банк Развития»                                                              | 1995   | 3217 | 26.05.1999 | ОД-192 | Москва            | Присоединён к ЗАО «Инвестиционный Банк „Дипломат“». | [ 143 ] [ 144 ] |
| Июнь                                                                                        |        |      |            |        |                   | |                 |
| ОАО Акционерный коммерческий Агропромышленный банк («Агропромбанк»)                         | 1991   | 1575 | 30.06.1999 | ОД-220 | Москва            | Неисполнение федеральных законов, регулирующих банковскую деятельность. Неисполнение нормативных актов Банка России. Задержка предоставления отчётности. Неспособность удовлетворить требования кредиторов по денежным обязательствам и исполнить обязанность по уплате обязательных платежей. | [ 145 ] [ 146 ] |
| КБ «Банк Развития — XXI век»                                                                | 1992   | 151  | 30.06.1999 | ОД-221 | Москва            | Неисполнение федеральных законов, регулирующих банковскую деятельность. Неисполнение нормативных актов Банка России. Неспособность удовлетворить требования кредиторов по денежным обязательствам и исполнить обязанность по уплате обязательных платежей.                                     | [ 147 ] [ 148 ] |
| ООО Московский коммерческий банк «Витта»                                                    | 1990   | 1198 | 30.06.1999 | ОД-222 | Москва            | Неисполнение федеральных законов, регулирующих банковскую деятельность. Неисполнение нормативных актов Банка России. Задержка предоставления отчётности. Неспособность удовлетворить требования кредиторов по денежным обязательствам.                                                         | [ 149 ] [ 150 ] |
| ОАО АКБ «Восточно-Европейский Промышленный Банк» («ВЕП-банк»)                               | 1994   | 2909 | 30.06.1999 | ОД-223 | Москва            | Неисполнение федеральных законов, регулирующих банковскую деятельность. Неисполнение нормативных актов Банка России. Неспособность удовлетворить требования кредиторов по денежным обязательствам и исполнить обязанность по уплате обязательных платежей.                                     | [ 151 ] [ 152 ] |
| ТОО «Коммерческий инвестиционный банк развития газовой промышленности Сибири» («КИБ ГПС»)   | 1994   | 3155 | 30.06.1999 | ОД-224 | Москва            | Неисполнение федеральных законов, регулирующих банковскую деятельность. Неисполнение нормативных актов Банка России. | [ 153 ] [ 154 ] |
| ООО «Хандыгский коммерческий банк» («Хандыгабанк»)                                          | 1990   | 1063 | 30.06.1999 | ОД-225 | Хандыга           | Неисполнение федеральных законов, регулирующих банковскую деятельность. Неисполнение нормативных актов Банка России. Неспособность удовлетворить требования кредиторов по денежным обязательствам и исполнить обязанность по уплате обязательных платежей.                                     | [ 155 ] [ 156 ] |
| ООО КБ «Шура-Банк»                                                                          | 1990   | 527  | 30.06.1999 | ОД-226 | Буйнакск          | Неисполнение федеральных законов, регулирующих банковскую деятельность. Неисполнение нормативных актов Банка России. Неспособность удовлетворить требования кредиторов по денежным обязательствам и исполнить обязанность по уплате обязательных платежей.                                     | [ 157 ] [ 158 ] |

Помимо банков, представленных в таблице, приказом Банка России от 18 мая 1999 года № ОД-177 была отозвана лицензия у ЗАО АКБ «Славия», однако в сентябре 1999 года банк добился возвращения лицензии через апелляционную инстанцию Арбитражного суда города Москвы.

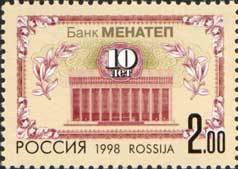
Российская почтовая марка 1998 года «10-летие банка „МЕНАТЕП“»

## 3 квартал
В разделе приведены все кредитные организации, у которых в 3-м квартале 1999 года была отозвана или аннулирована лицензия.
| Наименование                                                                                       | Основ. | Лиц. | Дата       | Приказ | Регион          | Причина | Прим.           |
| -------------------------------------------------------------------------------------------------- | ------ | ---- | ---------- | ------ | --------------- | --- | --------------- |
| Июль                                                                                               |        |      |            |        |                 | |                 |
| ОАО «Межкомбанк»                                                                                   | 1991   | 306  | 01.07.1999 | ОД-235 | Москва          | Неисполнение федеральных законов, регулирующих банковскую деятельность. Неисполнение нормативных актов Банка России. Неспособность удовлетворить требования кредиторов по денежным обязательствам и исполнить обязанность по уплате обязательных платежей.                                                       | [ 161 ] [ 162 ] |
| ОАО «Московский акционерный банк содействия предпринимательству» («Мосбизнесбанк»)                 | 1990   | 999  | 02.07.1999 | ОД-237 | Москва          | Неисполнение федеральных законов, регулирующих банковскую деятельность. Неисполнение нормативных актов Банка России. Неспособность удовлетворить требования кредиторов по денежным обязательствам и исполнить обязанность по уплате обязательных платежей.                                                       | [ 163 ] [ 164 ] |
| ОАО «Российский инвестиционно-коммерческий промышленно-строительный банк» («Промстройбанк России») | 1991   | 1449 | 02.07.1999 | ОД-238 | Москва          | Неисполнение федеральных законов, регулирующих банковскую деятельность. Неисполнение нормативных актов Банка России. Неспособность удовлетворить требования кредиторов по денежным обязательствам и исполнить обязанность по уплате обязательных платежей.                                                       | [ 165 ] [ 166 ] |
| ООО Коммерческий банк развития информатики и вычислительной техники «Информтехника»                | 1991   | 1322 | 29.07.1999 | ОД-267 | Москва          | Неисполнение федеральных законов, регулирующих банковскую деятельность. Неисполнение нормативных актов Банка России. Неспособность удовлетворить требования кредиторов по денежным обязательствам. | [ 167 ] [ 168 ] |
| ЗАО МАБ «АСМ-Клирингбанк»                                                                          | 1993   | 2569 | 29.07.1999 | ОД-268 | Москва          | Неисполнение федеральных законов, регулирующих банковскую деятельность. Неисполнение нормативных актов Банка России. Задержка предоставления ежемесячной отчётности. Принятие общим собранием акционеров банка решения о ликвидации.                                                                             | [ 169 ] [ 170 ] |
| ООО УКБ «Стандарт»                                                                                 | 1992   | 1790 | 29.07.1999 | ОД-269 | Москва          | Неисполнение федеральных законов, регулирующих банковскую деятельность. Неисполнение нормативных актов Банка России. Неспособность удовлетворить требования кредиторов по денежным обязательствам и исполнить обязанность по уплате обязательных платежей.                                                       | [ 171 ] [ 172 ] |
| ООО Калмыцкий коммерческий банк «Бумба»                                                            | 1990   | 1057 | 29.07.1999 | ОД-270 | Элиста          | Неисполнение федеральных законов, регулирующих банковскую деятельность. Неисполнение нормативных актов Банка России. Неспособность удовлетворить требования кредиторов по денежным обязательствам. | [ 173 ] [ 174 ] |
| КБ «Екатерининский» («Екатеринбанк»)                                                               | 1992   | 1924 | 29.07.1999 | ОД-271 | Санкт-Петербург | Неисполнение федеральных законов, регулирующих банковскую деятельность. Неисполнение нормативных актов Банка России. Неспособность удовлетворить требования кредиторов по денежным обязательствам. Принятие собранием пайщиков банка решения о ликвидации.                                                       | [ 175 ] [ 176 ] |
| ООО «Калужский Социальный Народный Банк» («КСНбанк»)                                               | 1993   | 2633 | 29.07.1999 | ОД-272 | Калуга          | Неисполнение федеральных законов, регулирующих банковскую деятельность. Неисполнение нормативных актов Банка России. | [ 177 ] [ 178 ] |
| ОАО УАКБ «Тюменьпромстройбанк» («ТПСБ»)                                                            | 1990   | 563  | 29.07.1999 | ОД-273 | Тюмень          | Неисполнение федеральных законов, регулирующих банковскую деятельность. Неисполнение нормативных актов Банка России. Недостоверность отчётности. Неспособность удовлетворить требования кредиторов по денежным обязательствам.                                                                                   | [ 179 ] [ 180 ] |
| Акционерное общество закрытого типа АКБ «Металхимбанк»                                             | 1994   | 2808 | 29.07.1999 | ОД-274 | Москва          | Неисполнение федеральных законов, регулирующих банковскую деятельность. Неисполнение нормативных актов Банка России. Задержка представления ежемесячной отчетности. Неспособность удовлетворить требования кредиторов по денежным обязательствам.                                                                | [ 181 ] [ 182 ] |
| ООО «Русский акцептный банк» («Акцептбанк»)                                                        | 1991   | 1678 | 29.07.1999 | ОД-275 | Москва          | Неисполнение федеральных законов, регулирующих банковскую деятельность. Неисполнение нормативных актов Банка России. Неспособность удовлетворить требования кредиторов по денежным обязательствам. | [ 183 ] [ 184 ] |
| Август                                                                                             |        |      |            |        |                 | |                 |
| ЗАО АКБ «Кредит ФД»                                                                                | 1994   | 2737 | 05.08.1999 | ОД-307 | Пермь           | Присоединён к Пермскому акционерному земельному строительному коммерческому банку «Пермстройкомбанк». | [ 185 ] [ 186 ] |
| ОАО Акционерный городской банк «Улан-Удэ Банк»                                                     | 1994   | 3164 | 10.08.1999 | ОД-310 | Улан-Удэ        | Неисполнение федеральных законов, регулирующих банковскую деятельность. Неисполнение нормативных актов Банка России. Недостоверность отчётности. Неспособность удовлетворить требования кредиторов по денежным обязательствам и исполнить обязанность по уплате обязательных платежей.                           | [ 187 ] [ 188 ] |
| ООО КБ «Лена»                                                                                      | 1990   | 936  | 16.08.1999 | ОД-314 | Усть-Кут        | Присоединён к АКБ «Радиан». | [ 189 ] [ 190 ] |
| ОАО АБ «Торибанк»                                                                                  | 1991   | 1638 | 30.08.1999 | ОД-326 | Москва          | Неисполнение федеральных законов, регулирующих банковскую деятельность. Неисполнение нормативных актов Банка России. Неспособность удовлетворить требования кредиторов по денежным обязательствам и исполнить обязанность по уплате обязательных платежей.                                                       | [ 191 ] [ 192 ] |
| Сентябрь                                                                                           |        |      |            |        |                 | |                 |
| ОАО АКБ «Девиза»                                                                                   | 1992   | 2416 | 08.09.1999 | ОД-338 | Москва          | Неисполнение федеральных законов, регулирующих банковскую деятельность. Неисполнение нормативных актов Банка России. Задержка предоставления ежемесячной отчётности. | [ 193 ] [ 194 ] |
| ООО КБ «Аэропорт»                                                                                  | 1993   | 2526 | 08.09.1999 | ОД-339 | Москва          | Неисполнение федеральных законов, регулирующих банковскую деятельность. Неисполнение нормативных актов Банка России. | [ 195 ] [ 196 ] |
| ОАО Акционерный коммерческий банк развития нефтехимической промышленности «Нефтехимбанк»           | 1992   | 38   | 08.09.1999 | ОД-340 | Москва          | Неисполнение федеральных законов, регулирующих банковскую деятельность. Неисполнение нормативных актов Банка России. Задержка предоставления ежемесячной отчётности. Неспособность удовлетворить требования кредиторов по денежным обязательствам и исполнить обязанность по уплате обязательных платежей.       | [ 197 ] [ 198 ] |
| ОАО Социальный пенсионный банк «Социумбанк»                                                        | 1992   | 1756 | 08.09.1999 | ОД-341 | Улан-Удэ        | Неисполнение федеральных законов, регулирующих банковскую деятельность. Неисполнение нормативных актов Банка России. Недостоверность отчётности. Неспособность удовлетворить требования кредиторов по денежным обязательствам и исполнить обязанность по уплате обязательных платежей.                           | [ 199 ] [ 200 ] |
| ТОО «Первый Приморский коммерческий банк»                                                          | 1991   | 1710 | 08.09.1999 | ОД-342 | Владивосток     | Неисполнение федеральных законов, регулирующих банковскую деятельность. Неисполнение нормативных актов Банка России. Недостоверность отчётности. Неспособность удовлетворить требования кредиторов по денежным обязательствам и исполнить обязанность по уплате обязательных платежей.                           | [ 201 ] [ 202 ] |
| ООО КБ «Национальное Кредитное Товарищество» («НКТ»)                                               | 1994   | 3057 | 08.09.1999 | ОД-343 | Москва          | Неисполнение федеральных законов, регулирующих банковскую деятельность. Неисполнение нормативных актов Банка России. Задержка предоставления ежемесячной отчётности. Неспособность удовлетворить требования кредиторов по денежным обязательствам и исполнить обязанность по уплате обязательных платежей.       | [ 203 ] [ 204 ] |
| ООО КБ «Пентабанк»                                                                                 | 1992   | 1970 | 08.09.1999 | ОД-344 | Красноярск      | Неисполнение федеральных законов, регулирующих банковскую деятельность. Неисполнение нормативных актов Банка России. Задержка предоставления и недостоверность отчётности. Неспособность удовлетворить требования кредиторов по денежным обязательствам и исполнить обязанность по уплате обязательных платежей. | [ 205 ] [ 206 ] |
| ОАО «Няндомабанк»                                                                                  | 1990   | 985  | 21.09.1999 | ОД-354 | Няндома         | Присоединён к АКБ «Первый Судоходный банк». | [ 207 ] [ 208 ] |

Помимо банков, представленных в таблице, приказом от 1 июня 1999 года № ОД-234 была отозвана лицензия у ОАО «Объединенный Экспортно-Импортный Банк» (ОНЭКСИМ БАНК), однако действие приказа было приостановлено до 31 марта 2000 года. Банк просуществовал до осени 2000 года, пока 21 ноября его лицензия не была аннулирована, а сам банк присоединён к АКБ «Росбанк».

## 4 квартал
В разделе приведены все кредитные организации, у которых во 4-м квартале 1999 года была отозвана или аннулирована лицензия.
| Наименование | Основ. | Лиц. | Дата       | Приказ | Регион        | Причина | Прим.           |
| --- | ------ | ---- | ---------- | ------ | ------------- | --- | --------------- |
| Октябрь |        |      |            |        |               | |                 |
| ТОО КБ «Грифон» | 1994   | 2943 | 01.10.1999 | ОД-372 | Москва        | Неисполнение федеральных законов, регулирующих банковскую деятельность. Неисполнение нормативных актов Банка России. Недостоверность отчётности. Неспособность удовлетворить требования кредиторов по денежным обязательствам и исполнить обязанность по уплате обязательных платежей.                                                                                          | [ 211 ] [ 212 ] |
| ЗАО АКБ «Росэстбанк» | 1992   | 2178 | 01.10.1999 | ОД-373 | Тольятти      | Неисполнение федеральных законов, регулирующих банковскую деятельность. Неисполнение нормативных актов Банка России. Неспособность удовлетворить требования кредиторов по денежным обязательствам и исполнить обязанность по уплате обязательных платежей. | [ 213 ] [ 214 ] |
| ТОО КБ «Инвестиционный Банк Поддержки Предпринимательства»                                                                                            | 1994   | 2643 | 01.10.1999 | ОД-374 | Москва        | Неисполнение федеральных законов, регулирующих банковскую деятельность. Неисполнение нормативных актов Банка России. Задержка представления ежемесячной отчетности. Неспособность удовлетворить требования кредиторов по денежным обязательствам. | [ 215 ] [ 216 ] |
| ТОО ИКБ «Трастинвестбанк» | 1994   | 2663 | 04.10.1999 | ОД-377 | Москва        | Неисполнение федеральных законов, регулирующих банковскую деятельность. Неисполнение нормативных актов Банка России. Задержка представления ежемесячной отчетности. | [ 217 ] [ 218 ] |
| ООО КБ «Интерконтиненталь» | 1995   | 3216 | 04.10.1999 | ОД-378 | Москва        | Неисполнение федеральных законов, регулирующих банковскую деятельность. Неисполнение нормативных актов Банка России. Задержка представления ежемесячной отчетности. | [ 219 ] [ 220 ] |
| ОАО АКБ «Дальлесбанк» | 1994   | 2806 | 20.10.1999 | ОД-396 | Хабаровск     | Неисполнение федеральных законов, регулирующих банковскую деятельность. Неисполнение нормативных актов Банка России. | [ 221 ] [ 222 ] |
| ОАО Ижевский коммерческий банк «Почтовый» | 1993   | 2527 | 20.10.1999 | ОД-397 | Ижевск        | Неисполнение федеральных законов, регулирующих банковскую деятельность. Неисполнение нормативных актов Банка России. Недостоверность отчётности. Неспособность удовлетворить требования кредиторов по денежным обязательствам. | [ 223 ] [ 224 ] |
| ОАО АКБ «Профинбанк» | 1992   | 1796 | 20.10.1999 | ОД-398 | Чебоксары     | Неисполнение федеральных законов, регулирующих банковскую деятельность. Неисполнение нормативных актов Банка России. Неспособность удовлетворить требования кредиторов по денежным обязательствам и исполнить обязанность по уплате обязательных платежей. | [ 225 ] [ 226 ] |
| ТОО КБ «Ставинтербанк» | 1990   | 440  | 20.10.1999 | ОД-399 | Ставрополь    | Неисполнение федеральных законов, регулирующих банковскую деятельность. Неисполнение нормативных актов Банка России. Задержка представления ежемесячной отчетности. | [ 227 ] [ 228 ] |
| Ноябрь |        |      |            |        |               | |                 |
| ЗАО АКБ «Диалогбанк» | 1992   | 207  | 16.11.1999 | ОД-433 | Москва        | Неисполнение федеральных законов, регулирующих банковскую деятельность. Неисполнение нормативных актов Банка России. Неспособность удовлетворить требования кредиторов по денежным обязательствам. Нарушение требований Банка России по подготовке компьютерных систем к бесперебойной работе в 2000 году.                                                                      | [ 229 ] [ 230 ] |
| ООО Коммерческий инвестиционный народный банк «Инарбанк»                                                                                              | 1992   | 2198 | 16.11.1999 | ОД-434 | Кемерово      | Неисполнение федеральных законов, регулирующих банковскую деятельность. Неисполнение нормативных актов Банка России. Недостоверность отчётности. Неспособность удовлетворить требования кредиторов по денежным обязательствам. Нарушение требований Банка России по подготовке компьютерных систем к бесперебойной работе в 2000 году.                                          | [ 231 ] [ 232 ] |
| ООО КБ «Нур» | 1992   | 1833 | 17.11.1999 | ОД-435 | Леваши        | Неисполнение федеральных законов, регулирующих банковскую деятельность. Неисполнение нормативных актов Банка России. Задержка представления ежемесячной отчётности. Неспособность удовлетворить требования кредиторов по денежным обязательствам. | [ 233 ] [ 234 ] |
| ООО КБ «Союзавиакосмос» | 1994   | 2916 | 17.11.1999 | ОД-436 | Москва        | Неисполнение федеральных законов, регулирующих банковскую деятельность. Неисполнение нормативных актов Банка России. Задержка представления ежемесячной отчётности. Неспособность удовлетворить требования кредиторов по денежным обязательствам и исполнить обязанность по уплате обязательных платежей.                                                                       | [ 235 ] [ 236 ] |
| ОАО «Коммерческий банк содействия развитию прогрессивных технологий и инвестиций в области электроэнергетики, биотехнологии, медицины» («Элбим Банк») | 1992   | 250  | 17.11.1999 | ОД-437 | Москва        | Неисполнение федеральных законов, регулирующих банковскую деятельность. Неисполнение нормативных актов Банка России. Неспособность удовлетворить требования кредиторов по денежным обязательствам и исполнить обязанность по уплате обязательных платежей. | [ 237 ] [ 238 ] |
| ТОО КБ «Депозитарно-Клиринговый Банк» | 1994   | 3019 | 18.11.1999 | ОД-455 | Москва        | Неисполнение федеральных законов, регулирующих банковскую деятельность. Неисполнение нормативных актов Банка России. Задержка представления ежемесячной отчётности. | [ 239 ] [ 240 ] |
| ООО КБ «Миссион-Банк» | 1994   | 2819 | 18.11.1999 | ОД-456 | Москва        | Неисполнение федеральных законов, регулирующих банковскую деятельность. Неисполнение нормативных актов Банка России. Задержка представления ежемесячной отчётности. Неспособность удовлетворить требования кредиторов по денежным обязательствам и исполнить обязанность по уплате обязательных платежей.                                                                       | [ 241 ] [ 242 ] |
| ЗАО АКБ «Региональный банк социального развития» («Регионсоцбанк»)                                                                                    | 1994   | 3193 | 18.11.1999 | ОД-457 | Москва        | Неисполнение федеральных законов, регулирующих банковскую деятельность. Неисполнение нормативных актов Банка России. Задержка представления ежемесячной отчётности. Неспособность удовлетворить требования кредиторов по денежным обязательствам и исполнить обязанность по уплате обязательных платежей.                                                                       | [ 243 ] [ 244 ] |
| ТОО Коммерческий банк развития киноиндустрии «Кинобанк»                                                                                               | 1994   | 3111 | 27.11.1999 | ОД-468 | Москва        | Неисполнение федеральных законов, регулирующих банковскую деятельность. Неисполнение нормативных актов Банка России. Задержка представления ежемесячной отчётности. | [ 245 ] [ 246 ] |
| ООО КБ «Пензенский Банк Возрождения и Развития» | 1994   | 3170 | 27.11.1999 | ОД-469 | Пенза         | Решение участников добровольной ликвидации организации. | [ 247 ] [ 248 ] |
| ООО КБ «Резон-Банк» | 1993   | 2636 | 27.11.1999 | ОД-470 | Москва        | Неисполнение федеральных законов, регулирующих банковскую деятельность. Неисполнение нормативных актов Банка России. Неспособность удовлетворить требования кредиторов по денежным обязательствам и исполнить обязанность по уплате обязательных платежей. | [ 249 ] [ 250 ] |
| ТОО «Русский Универсальный Инвестиционный Банк» | 1994   | 2869 | 27.11.1999 | ОД-471 | Москва        | Неисполнение федеральных законов, регулирующих банковскую деятельность. Неисполнение нормативных актов Банка России. Задержка представления ежемесячной отчётности. Неспособность удовлетворить требования кредиторов по денежным обязательствам и исполнить обязанность по уплате обязательных платежей.                                                                       | [ 251 ] [ 252 ] |
| ООО КБ «Соло-Банк» | 1994   | 3080 | 27.11.1999 | ОД-472 | Москва        | Неисполнение федеральных законов, регулирующих банковскую деятельность. Неисполнение нормативных актов Банка России. Задержка представления ежемесячной отчётности. Неспособность удовлетворить требования кредиторов по денежным обязательствам и исполнить обязанность по уплате обязательных платежей.                                                                       | [ 253 ] [ 254 ] |
| ООО КБ «Социально-Военный Банк» («Соцвоенбанк») | 1995   | 3213 | 27.11.1999 | ОД-473 | Москва        | Неисполнение федеральных законов, регулирующих банковскую деятельность. Неисполнение нормативных актов Банка России. Задержка представления ежемесячной отчётности. Неспособность удовлетворить требования кредиторов по денежным обязательствам и исполнить обязанность по уплате обязательных платежей.                                                                       | [ 255 ] [ 256 ] |
| Декабрь |        |      |            |        |               | |                 |
| ТОО Тюменский «Региональный инвестиционный банк» («Регинбанк»)                                                                                        | 1994   | 3004 | 20.12.1999 | ОД-526 | Тюмень        | Присоединён к ОАО «Тюменьэнергобанк». | [ 257 ] [ 258 ] |
| ООО КБ «Дербентинвестбанк» | 1990   | 528  | 21.12.1999 | ОД-511 | Дербент       | Неисполнение федеральных законов, регулирующих банковскую деятельность. Неисполнение нормативных актов Банка России. | [ 259 ] [ 260 ] |
| ООО Коммерческий дочерний дорожный банк «Радуга» | 1993   | 2355 | 21.12.1999 | ОД-512 | Красноярск    | Неисполнение федеральных законов, регулирующих банковскую деятельность. Неисполнение нормативных актов Банка России. Недостоверность отчётности. Неспособность удовлетворить требования кредиторов по денежным обязательствам. | [ 261 ] [ 262 ] |
| ТОО КБ «Тирус» | 1992   | 1848 | 21.12.1999 | ОД-513 | Верхняя Салда | Неисполнение федеральных законов, регулирующих банковскую деятельность. Неисполнение нормативных актов Банка России. Недостоверность отчётности. Неспособность удовлетворить требования кредиторов по денежным обязательствам. | [ 263 ] [ 264 ] |
| ТОО КБ «Лабинский» | 1990   | 679  | 21.12.1999 | ОД-514 | Лабинск       | Неисполнение федеральных законов, регулирующих банковскую деятельность. Неисполнение нормативных актов Банка России. Неспособность удовлетворить требования кредиторов по денежным обязательствам. | [ 265 ] [ 266 ] |
| КБ «Бурятавиабанк» | 1991   | 298  | 21.12.1999 | ОД-520 | Улан-Удэ      | Неисполнение федеральных законов, регулирующих банковскую деятельность. Неисполнение нормативных актов Банка России. | [ 267 ] [ 268 ] |
| КБ «Интерфининвест» | 1993   | 2280 | 21.12.1999 | ОД-521 | Москва        | Неисполнение федеральных законов, регулирующих банковскую деятельность. Неисполнение нормативных актов Банка России. Задержка представления ежемесячной отчётности. | [ 269 ] [ 270 ] |
| ООО Коммерческий Банк развития малого и среднего предпринимательства «Риндест»                                                                        | 1993   | 2603 | 21.12.1999 | ОД-522 | Москва        | Неисполнение федеральных законов, регулирующих банковскую деятельность. Неисполнение нормативных актов Банка России. Задержка представления ежемесячной отчётности. Неспособность удовлетворить требования кредиторов по денежным обязательствам. | [ 271 ] [ 272 ] |
| ООО КБ «Чо Хунг Банк» | 1997   | 3320 | 21.12.1999 | ОД-523 | Москва        | Решение участников добровольной ликвидации организации. | [ 273 ] [ 274 ] |
| ООО КБ «Аэробизнесбанк» | 1994   | 2936 | 31.12.1999 | ОД-540 | Махачкала     | Неисполнение федеральных законов, регулирующих банковскую деятельность. Неисполнение нормативных актов Банка России. Задержка представления ежемесячной отчётности. | [ 275 ] [ 276 ] |
| ООО КБ «Импэко» | 1994   | 3188 | 31.12.1999 | ОД-541 | Махачкала     | Неисполнение федеральных законов, регулирующих банковскую деятельность. Неисполнение нормативных актов Банка России. Задержка представления ежемесячной отчётности. | [ 277 ] [ 278 ] |
| ЗАО Акционерный коммерческий Московский Экспортно-Импортный Банк («Мосэксимбанк»)                                                                     | 1992   | 1945 | 31.12.1999 | ОД-542 | Москва        | Неисполнение федеральных законов, регулирующих банковскую деятельность. Неисполнение нормативных актов Банка России. Неспособность удовлетворить требования кредиторов по денежным обязательствам и исполнить обязанность по уплате обязательных платежей. Невыполнение работ по подготовке компьютерных систем к бесперебойной работе в 2000 году.                             | [ 279 ] [ 280 ] |
| ООО Коммерческий банк пенсионного финансирования «Мордовия»                                                                                           | 1994   | 2971 | 31.12.1999 | ОД-543 | Саранск       | Неисполнение федеральных законов, регулирующих банковскую деятельность. Неисполнение нормативных актов Банка России. Недостоверность отчётности. Неспособность удовлетворить требования кредиторов по денежным обязательствам и исполнить обязанность по уплате обязательных платежей. Невыполнение работ по подготовке компьютерных систем к бесперебойной работе в 2000 году. | [ 281 ] [ 282 ] |
| ООО КБ «РосДомбанк» | 1992   | 1741 | 31.12.1999 | ОД-544 | Москва        | Неисполнение федеральных законов, регулирующих банковскую деятельность. Неисполнение нормативных актов Банка России. Задержка предоставления ежемесячной отчётности. Неспособность удовлетворить требования кредиторов по денежным обязательствам и исполнить обязанность по уплате обязательных платежей.                                                                      | [ 283 ] [ 284 ] |
| ОАО АКБ «Центр» | 1992   | 1893 | 31.12.1999 | ОД-545 | Москва        | Неисполнение федеральных законов, регулирующих банковскую деятельность. Неисполнение нормативных актов Банка России. Задержка предоставления ежемесячной отчётности. Неспособность удовлетворить требования кредиторов по денежным обязательствам и исполнить обязанность по уплате обязательных платежей.                                                                      | [ 285 ] [ 286 ] |

## Статистика

### Закрытие по месяцам
| Закрытие по месяцам | Закрытие по месяцам | Закрытие по месяцам | Закрытие по месяцам | Закрытие по месяцам |
| Месяц               |                     |                     |                     | Количество          |
| ------------------- | ------------------- | ------------------- | ------------------- | ------------------- |
| Январь              |                     |                     | 4                   |                     |
| Февраль             |                     |                     | 19                  |                     |
| Март                |                     |                     | 24                  |                     |
| Апрель              |                     |                     | 11                  |                     |
| Май                 |                     |                     | 13                  |                     |
| Июнь                |                     |                     | 7                   |                     |
| Июль                |                     |                     | 12                  |                     |
| Август              |                     |                     | 4                   |                     |
| Сентябрь            |                     |                     | 8                   |                     |
| Октябрь             |                     |                     | 9                   |                     |
| Ноябрь              |                     |                     | 14                  |                     |
| Декабрь             |                     |                     | 15                  |                     |

### Комментарии
1. ↑  По инициативе Банка России.
2. ↑  По инициативе собственников компании или в порядке её реорганизации.
3. ↑  Приказом Банка России от 5 августа 1999 года № ОД-308 действие приказа Банка России от 15 февраля 1999 года № ОД-49 было приостановлено до 30 сентября 1999 года.
4. ↑  По другим данным Новороссийск.